# Subsaltusaphis paniceae
Subsaltusaphis paniceae är en insektsart som först beskrevs av Quednau 1954. Enligt Catalogue of Life ingår Subsaltusaphis paniceae i släktet Subsaltusaphis och familjen långrörsbladlöss, men enligt Dyntaxa är tillhörigheten istället släktet Subsaltusaphis och familjen borstbladlöss. Arten är reproducerande i Sverige. Inga underarter finns listade i Catalogue of Life.